# Jonas Bokeloh
Pour les articles homonymes, voir Bokeloh.
Jonas Bokeloh, né le 16 mars 1996 à Francfort, est un coureur cycliste allemand des années 2010. 

## Biographie
Jonas Bokeloh est le fils d'Axel Bokeloh, spécialiste de la piste dans les années 1980 et qui a été notamment vice-champion du monde de poursuite par équipes en 1982.
En 2014, Jonas Bokeloh est sacré champion d'Allemagne sur route juniors (moins de 19 ans). La même année, il devient au sprint champion du monde sur route juniors à Ponferrada, en Espagne. 
En 2015, il signe un contrat avec l'équipe continentale néerlandaise SEG Racing. Il rejoint l'équipe Klein Constantia en 2016, avec qui, il remporte au sprint l'Umag Trophy, sa première victoire en classe 2.
En 2018, il rejoint l'équipe continentale LKT Brandenburg et remporte la dernière étape du Baltic Chain Tour au deuxième semestre 2018. La saison suivante, il est membre de l'équipe Hrinkow Advarics Cycleang, jusqu'au 1er mai 2019, date à laquelle il arrête sa carrière.

## Palmarès
- 2013[4]
  - 1re étape du Grand Prix Général Patton
- 2014
  -  Champion du monde sur route juniors
  -  Champion d'Allemagne sur route juniors
- 2016
  - Umag Trophy
- 2018
  - 3e étape du Baltic Chain Tour

## Classements mondiaux
| Année           | 2016 |
| --------------- | ---- |
| UCI Europe Tour | 612e |